# 第48回スーパーボウル
第48回スーパーボウル（だい48かいスーパーボウル、Super Bowl XLVIII）は、2014年2月2日にアメリカ合衆国ニュージャージー州イーストラザフォードのメットライフ・スタジアムで開催されたアメリカンフットボールの試合。2013年シーズンのNFL優勝をかけて、AFC王者デンバー・ブロンコスとNFC王者シアトル・シーホークスが対戦した。その結果、シーホークスが43-8で圧勝し、チーム創設38シーズン目で初めての優勝を果たした。北米4大プロスポーツリーグにおいてワシントン州シアトルのチームが優勝するのは、バスケットボールにおいて1979年にシアトル・スーパーソニックスがNBAファイナルを制して以来のことだった。
両カンファレンス第1シード同士の対戦は第44回以来、過去20年間で2度目である。ブロンコスはNFL最多得点を奪った最強のオフェンスを擁し、シーホークスは逆にNFL最少失点でリーグ最強のディフェンスを擁する。オフェンス1位のチームとディフェンス1位のチームが対戦するのは第25回でバッファロー・ビルズとニューヨーク・ジャイアンツが対戦して以来のことであった。シーズン最多得点チームはスーパーボウル通算10勝8敗、シーズン最少失点チームは通算12勝3敗の成績を残してきた。ブロンコスのQBペイトン・マニングは、ダン・マリーノ、カート・ワーナー、トム・ブレイディに次いでパス獲得ヤードとTDパスのそれぞれでNFL最高の成績をあげてスーパーボウルに進出した4人目のQBとなったが、過去3人の選手はいずれもスーパーボウルで敗れている。1977年から2001年まで両チームはAFC西地区のライバルどうしでもあった。同様のケースは、他に第37回しかない。
当初は1週間遅く開催する予定であったが、ソチオリンピックと日程が重ならないよう、2011年10月に行われたNFLオーナー会議で日程変更がなされた。試合はアメリカ東部時間午後6時25分にキックオフされた。寒冷地の屋外で行われる初のスーパーボウルであり、ハドソン川をまたいでニューヨーク州とニュージャージー州の2つの州での開催となった。メディアセンターは、ニューヨーク市マンハッタンのタイムズスクエアに設けられた。関連イベントがニューヨークだけではなく、メットライフ・スタジアムの隣にアイゾッド・センターが存在するにもかかわらず、18km離れたプルデンシャル・センターでも行われることについて、イーストラザフォード市長は不満を述べた。
スーパーボウル運営委員会のCEOをアルフレッド・ケリー・ジュニア、共同会長をニューヨーク・ジャイアンツのジョナサン・ティッシュオーナー、ニューヨーク・ジェッツのウッディ・ジョンソンオーナーが務めた。

## 開催地の決定まで
スーパーボウルの開催地には、ニューヨーク都市圏のメットライフ・スタジアム以外に、レイモンド・ジェームス・スタジアム（フロリダ州タンパ）とサンライフ・スタジアム（フロリダ州マイアミ）も名乗りをあげていた。それまでにタンパでは4回（第18回・第25回・第35回・第43回）、マイアミでは10回（第2回・第3回・第5回・第10回・第13回・第23回・第29回・第33回・第41回・第44回）のスーパーボウルが開催されていた。
2010年5月25日に行われたNFLのオーナー会議において、タンパとマイアミを破りニューヨーク都市圏での開催が決定された。屋根のない寒冷地のスタジアムで行われる初めてのスーパーボウルであり、ニューヨーク都市圏で行われる初めてのスーパーボウルでもある。ニューヨーク都市圏では過去、1962年12月30日にヤンキー・スタジアムでグリーンベイ・パッカーズとニューヨーク・ジャイアンツのNFLチャンピオンシップゲームが、1968年12月29日にシェイ・スタジアムでハイジゲームのリマッチとなるニューヨーク・ジェッツとオークランド・レイダースのAFLチャンピオンシップゲームが、1985年7月14日にジャイアンツ・スタジアムでボルチモア・スターズとオークランド・インベイダーズのUSFLチャンピオンシップゲームが行われた。ニューヨーク都市圏では当初、ウェストサイド・マンハッタンに建設予定のウェストサイド・スタジアムで第44回スーパーボウルを開催する計画があったが、2012年夏季オリンピックの誘致に失敗したためスタジアム新設へのニューヨーク市からの補助が得られず、計画が頓挫していた。
メットライフ・スタジアムはNFLの2チームが本拠地とするスタジアムとしてはスーパーボウル初開催となった。過去にロサンゼルス・ラムズとロサンゼルス・レイダースが本拠地とするロサンゼルス・メモリアル・コロシアムで第1回・第7回スーパーボウルが開催されたが、当時は2チームが同時に本拠地とはしていなかった。
NFLは平均気温が華氏50度（10℃）以上またはドーム球場での開催をこれまでのスーパーボウル開催要件としており、寒冷地の屋外でのスーパーボウル開催については論争があった。開催がニューヨークに決まった2010年当時のニューヨーク市長、マイケル・ブルームバーグは、「人々は天候を話題にするが、これはフットボールであってビーチバレーではないんだ。」とNFLネットワークで語った。これまでに屋外で行われたスーパーボウルで最も寒かった試合は、ニューオーリンズのテュレーン・スタジアムで行われた第6回スーパーボウルであり、キックオフの時に4℃（華氏39度）であったが、この試合はそれ以上に低い気温で行われることが予想された。ニューオーリンズでの試合は第12回以降はドーム球場で行われるようになっており、第10回以降の屋外で行われたスーパーボウルは、アリゾナ州テンピで行われた第30回を除き、いずれもカリフォルニア州かフロリダ州で行われてきた。ロジャー・グッデルコミッショナーは、この大会が成功したら、他の寒冷地域でのスーパーボウル開催も考慮すると2010年5月末に発言した。
FOXテレビのスタジオアナリストを務めるテリー・ブラッドショー（1970年代にピッツバーグ・スティーラーズが4回スーパーボウルで優勝したときのQB）はWFANのラジオインタビューに対して、寒冷地でのスーパーボウル開催は、ドーム球場があるミネソタ州ミネアポリス（ヒューバート・H・ハンフリー・メトロドーム）やミシガン州デトロイト（フォード・フィールド）、インディアナ州インディアナポリス（ルーカス・オイル・スタジアム）のような都市でない限り反対であると表明した。12月にはシーホークスのリチャード・シャーマンも、吹雪となってQBがスナップをファンブルしたりレシーバーが滑って転んだりする可能性のある試合は観客に提供するべきではなく、ホームアドバンテージのあるプレーオフとは違い中立的な試合となるべきスーパーボウルを寒冷地の屋外スタジアムであるメットライフ・スタジアムで開催することは大きな誤りだと述べた。同じく開催地に立候補していたマイアミのサンライフ・スタジアムについて、NFLが大雨のおそれに対処するため屋根を設置するまで、開催地としないとグッデルコミッショナーが通知したことも、この論争に拍車をかけた。
2013年12月18日、NFLは大雪の際には、試合を土曜日に前倒ししたり、月曜か火曜に延期することを発表した。

### 今大会のニックネーム
この大会に対していくつかのニックネームがつけられた。ウィードボウル（Weed Bowl）、ボングボウル（Bong Bowl）、マリファナボウル（Marijuana Bowl）である。マリファナボウルの由来は、両チームの地元であるワシントン州とコロラド州がそれぞれ医療目的以外の大麻も合法としたことによる。

## 出場チーム

### シアトル・シーホークス

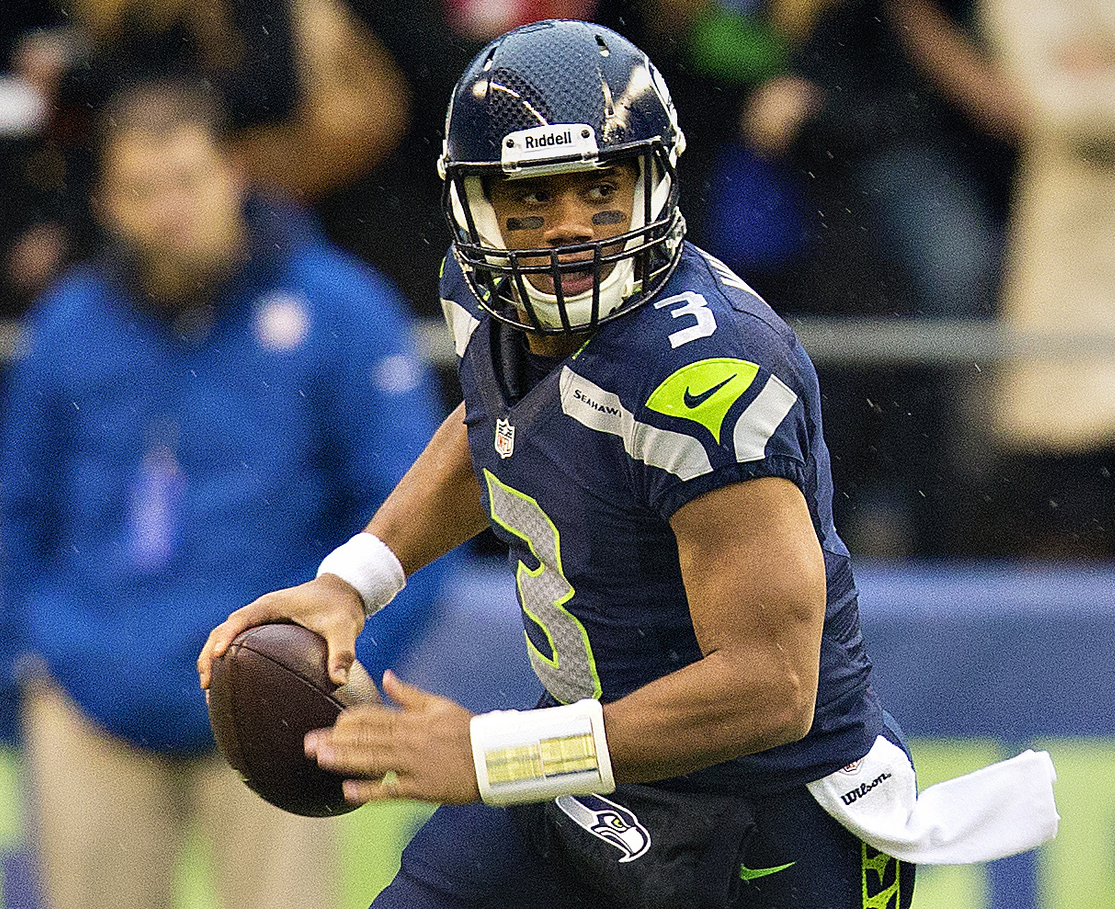
QBウィルソン

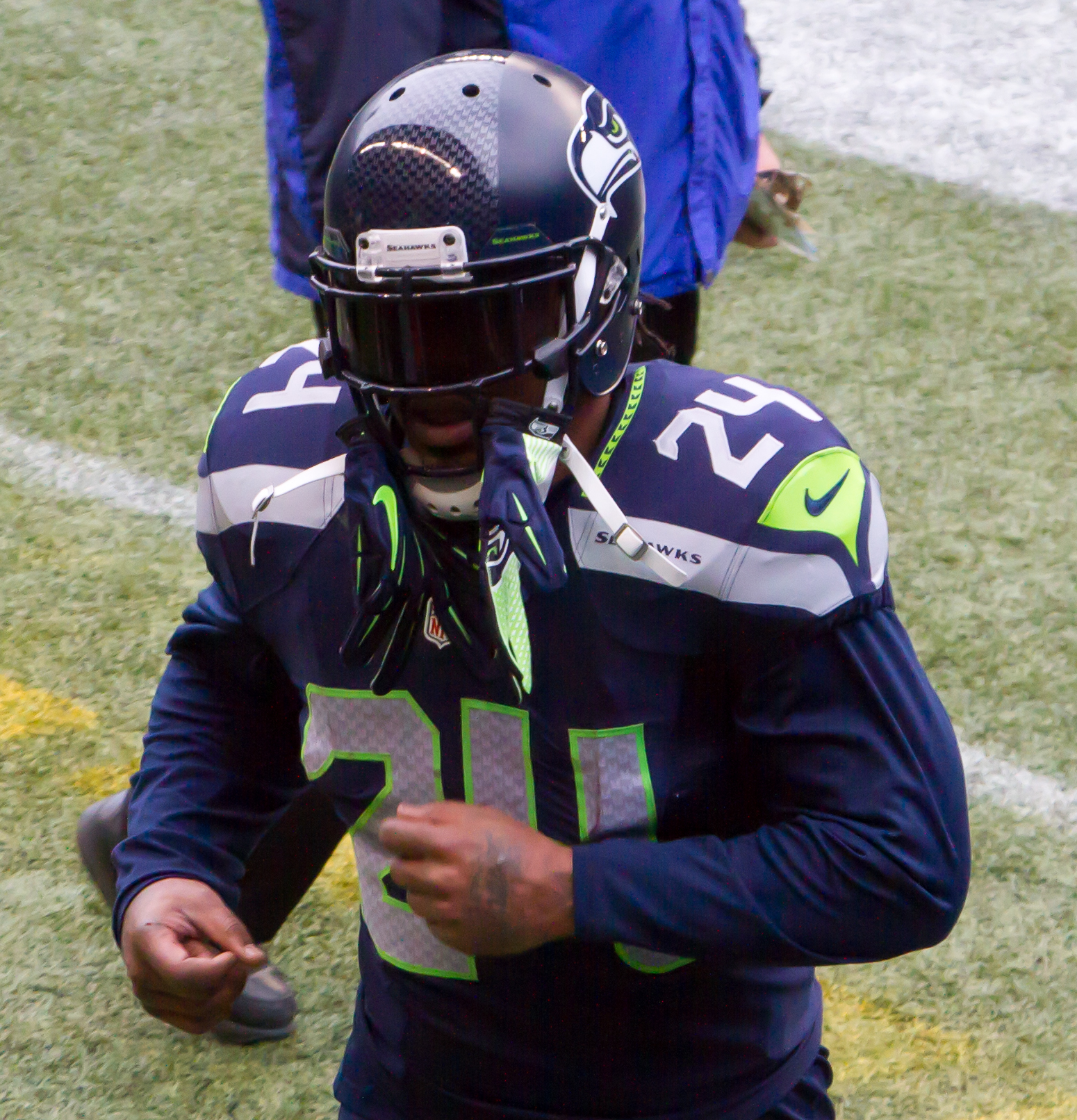
RBリンチ

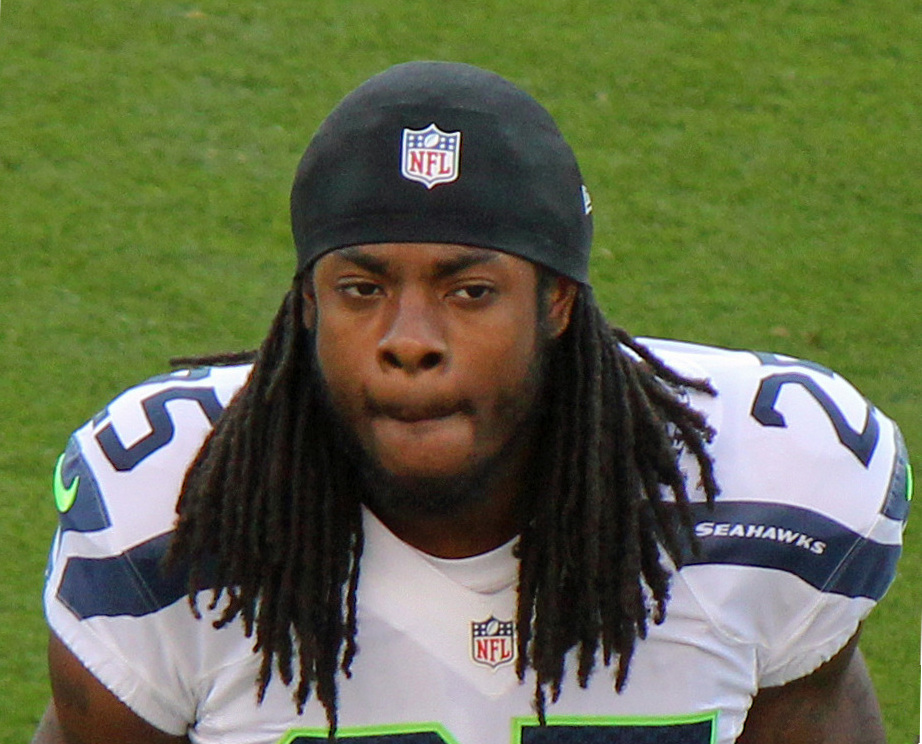
CBシャーマン

シアトル・シーホークスはNFC西地区で優勝、NFCトップの13勝3敗でシーズンを終えてホームアドバンテージを獲得した。417得点に対して失点はわずか231点であった。
オフェンスは2年目のQBラッセル・ウィルソンが率いた。2012年のドラフト3巡で指名された彼は、1年目から先発QBの座を獲得し、チームをプレーオフに導いた。この年はパス成功率63.1%、3,357ヤードを獲得し、26TDパスをあげ、インターセプトはわずか9回でQBレイティング101.2はNFL全体7位となった。入団してから2年連続でQBレイティング100以上をマークしたのはNFL史上彼が初めてであった。ランでも539ヤードを走り、1TDをあげた。ウィルソンのナンバーワンターゲットは、ゴールデン・テイトであり64回のレシーブで898ヤード、5TDをあげた。テイトはスペシャルチームでも活躍し、51回のパントリターンでNFL2位の585ヤードをリターンした。テイトの他にはダグ・ボールドウィンが50回のレシーブで775ヤード、5TD、タイトエンドのザック・ミラーが33回のレシーブで387ヤード、5TDをあげた。またプロボウルRBのマーショーン・リンチは1,257ヤードを走り、12TDをあげるとともに、36回のレシーブで316ヤード、2TDをあげた。控えRBのロバート・タービンを加えたランオフェンスではリーグ4位の記録を残した。オフェンスラインはプロボウルに選ばれたCマックス・アンガーに率いられ、キッカーのスティーブン・ハシュカはNFL4位の143得点をあげ、FG成功率ではNFL2位の94.3%（35本中33本を成功）の成績を残した。
ディフェンスはNFLトップとなる平均273.6ヤードしか相手に許さなかった。失点でもNFL最少の231点、テイクアウェイではNFL最多の39回であった。ディフェンスラインは、クリフ・エイブリル、マイケル・ベネットのそれぞれが8サックをあげた。エイブリルはさらに5ファンブルフォースを記録、ベネットは3ファンブルリカバー、1TDをあげた。DTクリントン・マクドナルドも5.5サック、2ファンブルリカバー、1インターセプトをあげた。LBボビー・ワグナーはチームトップの120タックルをあげるとともに、5サック、2インターセプトをあげた。ディフェンスバック陣は特に強力でLegion Boomと呼ばれた。4人のうちNFLトップの8インターセプトをあげたCBリチャード・シャーマン、5インターセプト、2ファンブルフォースをあげたFSアール・トーマス、99タックル、3インターセプトをあげたSSカム・チャンセラーの3人がプロボウルに選ばれた（シャーマンとトーマスは共にシーズン最優秀守備選手賞の投票で5位以内に入り、オールプロファーストチームに、チャンセラーもセカンドチームに選ばれた。）。またブランドン・ブラウナーの出場停止処分に伴い、先発に昇格したCBバイロン・マックスウェルも最後の4試合で4インターセプトをあげた。
ウィルソンは2年目以下のQBとしては史上6人目のスーパーボウル先発QBとなった。これまでの5人の成績は3勝2敗であり、カート・ワーナー、トム・ブレイディ、ベン・ロスリスバーガーが勝利している。
シーホークスのファンは熱狂的なクラウドノイズでも知られており、第2週の試合ではホームのセンチュリーリンク・フィールドで、ギネス世界新記録となる136.6デシベルのクラウドノイズを発生させた。

### デンバー・ブロンコス

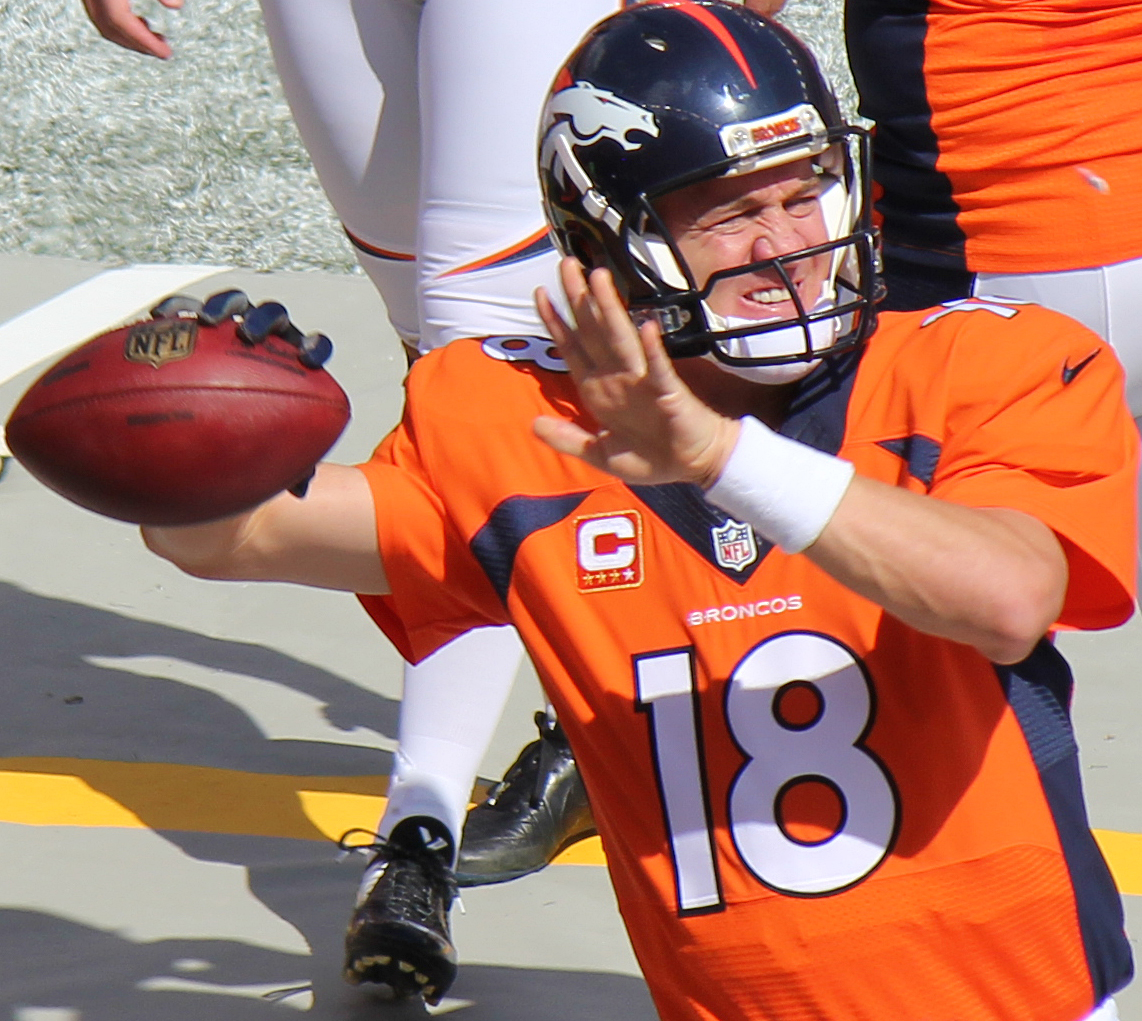
QBマニング

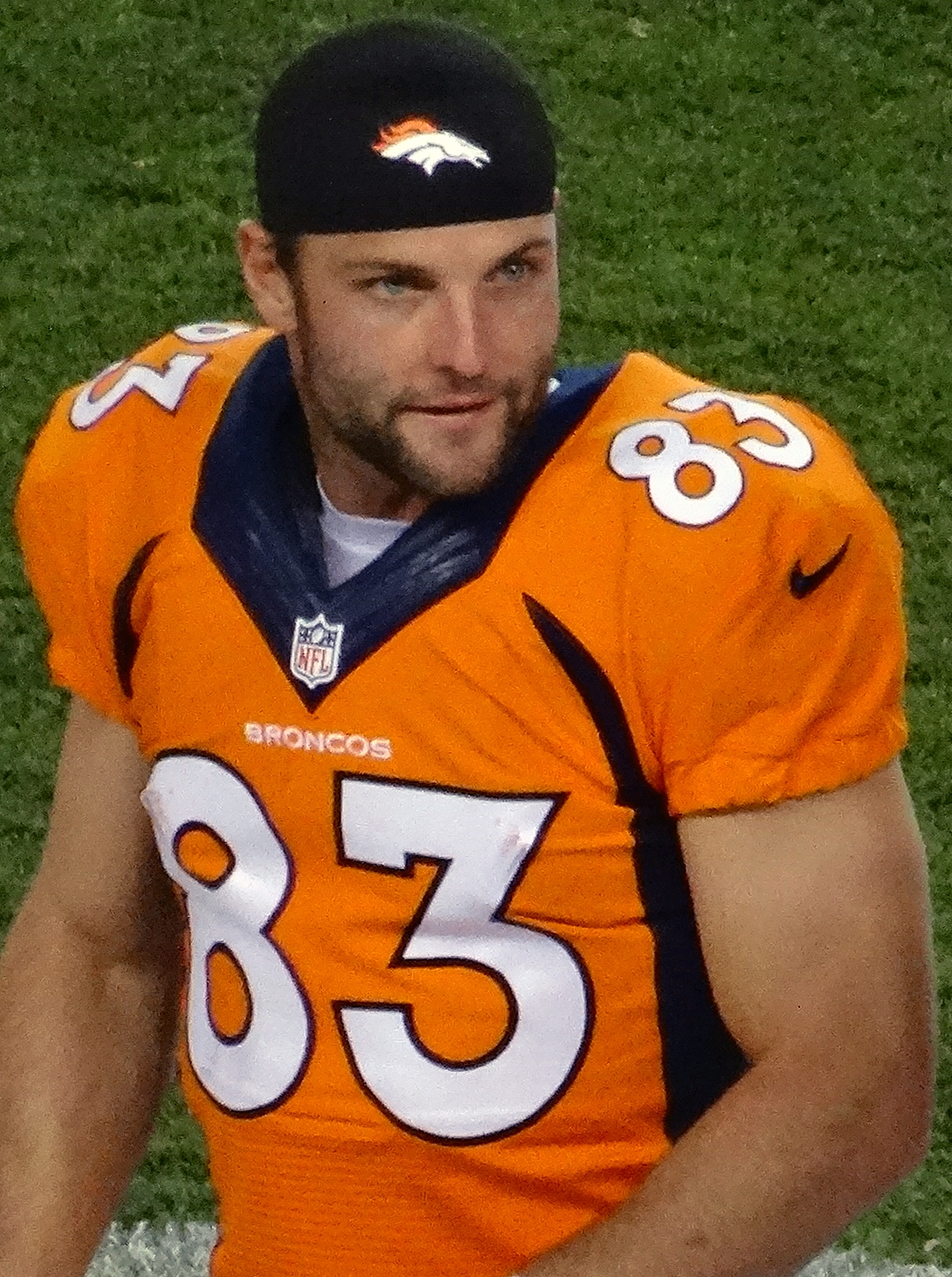
WRウェルカー

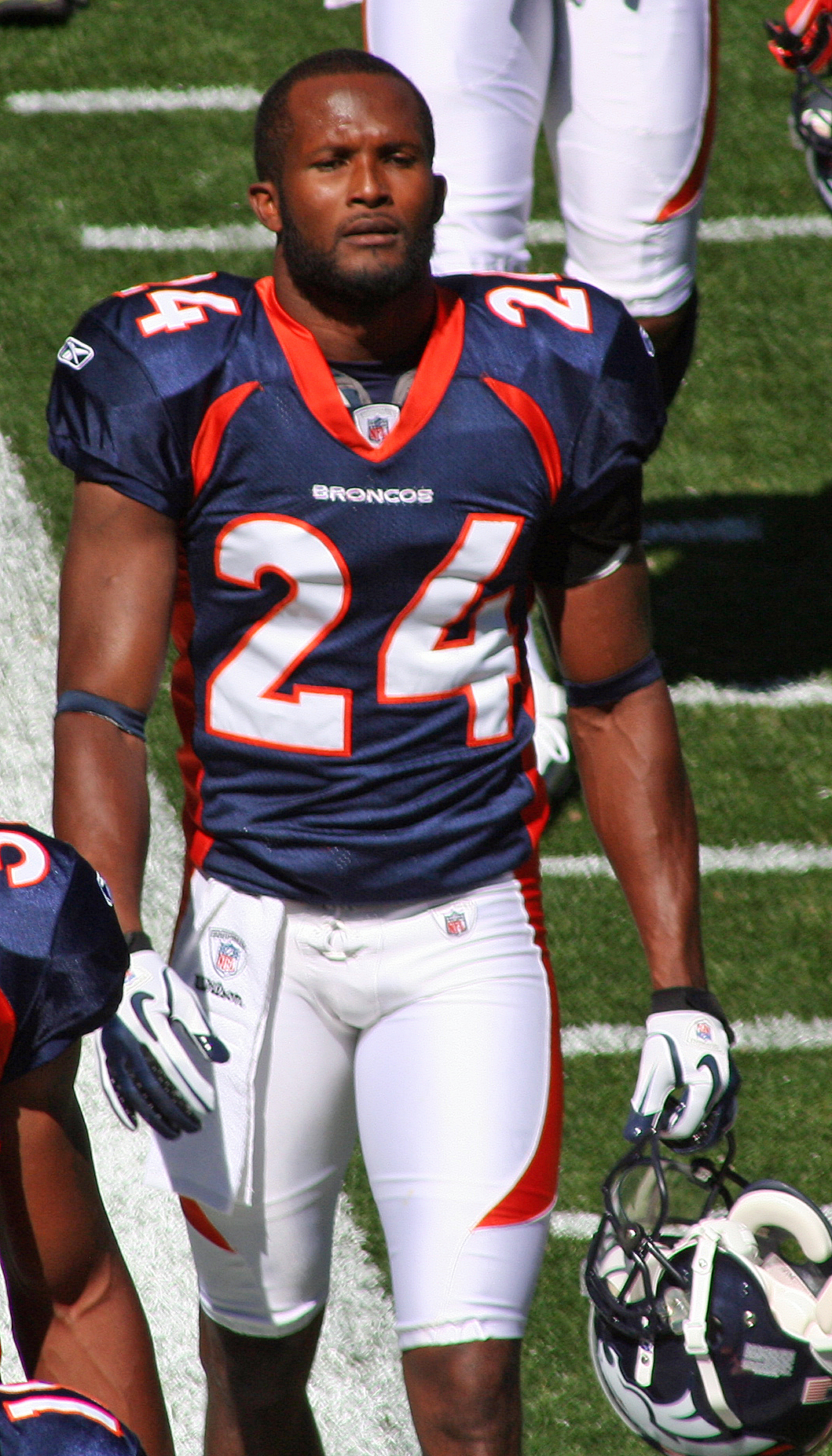
CBベイリー

デンバー・ブロンコスはAFC西地区で優勝、AFCトップの13勝3敗でシーズンを終えてシーホークスと同様にホームアドバンテージを獲得した。NFLトップの7,313ヤードを獲得、史上最多得点となる606点をあげた。
爆発的なオフェンスはシーズン終盤の8試合及び、サンディエゴ・チャージャーズとのプレーオフと9試合連続で最初の攻撃で得点をあげた。ニューイングランド・ペイトリオッツとのAFCチャンピオンシップゲームではこの記録は途絶えた。
16年目のベテランQBペイトン・マニングはインディアナポリス・コルツで入団してからの13シーズン、プロボウルに11回、シーズンMVPに4回選ばれ、第41回スーパーボウルでチャンピオンリングを獲得したが、2011年首の手術を受けてシーズンを全休、マニングを欠いたコルツはNFLワーストの2勝14敗に終わり、2012年3月に彼は解雇され、ドラフト全体1位でアンドリュー・ラックを指名した。
マニングはブロンコスと契約し、2012年チームは13勝3敗の成績をあげたが、ディビジョナルプレーオフで敗れシーズンを終えた。2013年シーズン、彼はパスで5,477ヤード、55TDパスとそれぞれでNFL記録を塗り替えた。パス成功450回もNFL史上2位の記録であった。QBレイティングはこの年2位の115.1をマークした。パスターゲットには、92回のレシーブで1,430ヤードを獲得、14TDをあげたデマリアス・トーマスをはじめ、97回のレシーブで1,288ヤード、11TDのエリック・デッカー、73回のレシーブで778ヤード、10TDのウェス・ウェルカー、プロボウルTEで65回のレシーブで788ヤード、12TDをあげたジュリアス・トーマスとNFL史上初めて4人の選手が10TDレシーブ以上をあげた。RBノーション・モレノがチームトップの1,038ヤードを走り、10TD、さらに60回のレシーブで548ヤード、3TDをあげた。新人RBモンティー・ボールも554ヤードを走り、4TD、及び20回のレシーブを記録した。オフェンスラインはリーグ最少の20サックしか相手に許さなかった。チームのオフェンスラインの中心はプロボウルガードのルイス・バスケスであった。スペシャルチームではキッカーのマット・プレイターがNFL2位の150点、FG成功率ではNFLトップの96.2%（25/26）をマーク、またレギュラーシーズン中に64ヤードのFGを成功し、44年ぶりにNFL記録を塗り替えた。
ディフェンスではショーン・フィリップスが10サック、ラインバッカーのダニー・トレバサンが129タックル、3ファンブルフォース、3インターセプトをあげた。LBマリク・ジャクソンは42タックル、6サックをあげて、怪我のためシーズン絶望となり、9試合の出場で5サックにとどまったボン・ミラー欠場の穴を埋めた。コーナーバックのドミニク・ロジャース＝クロマティ、クリス・ハリスがそれぞれ3インターセプトをあげた。
スーパーボウル直前の4試合で相手を17得点以下、ラン守備では3試合連続で相手を65ヤード以内に抑えた。
マニングは勝利すると史上初の2チームでスーパーボウルに優勝したQBとなる。

### プレーオフ
シーホークスはディビジョナルプレーオフでニューオーリンズ・セインツと対戦、ウィルソンがパス18回中9回成功108ヤードにとどまったが、リンチが140ヤードを走り、2TDをあげて23-15で勝利した。またマイケル・ベネットが6タックル、0.5サック、2ファンブルフォース、1ファンブルリカバーをあげた。サンフランシスコ・フォーティナイナーズとのNFCチャンピオンシップゲームでは、残り22秒にリチャード・シャーマンがエンドゾーン内で相手のパスをはじき、これをマルコム・スミスがインターセプトし、23-17で勝利した。
ウィルソンはパス25回中16回成功、215ヤードで1TD、リンチが109ヤードを走り、1TD、ダグ・ボールドウィンが6回のレシーブで106ヤードを獲得、3回のキックオフで109ヤードをリターンした。ディフェンスではカム・チャンセラーが11タックル、1インターセプトをあげた。
フォーティナイナーズ戦でマイケル・クラブツリーのでん部を叩いて握手の手を差し伸べたり、コリン・キャパニックに対して首絞めのジェスチャーを見せたリチャード・シャーマンはNFLから7,875ドルの罰金を科された。
ブロンコスはディビジョナルプレーオフで同地区ライバルのサンディエゴ・チャージャーズと対戦、24-17で勝利し、2005年以来となるAFCチャンピオンシップゲーム進出を果たした。第12週に24-0とリードしていながら逆転負けを喫したニューイングランド・ペイトリオッツとの試合でオフェンスが507ヤードを獲得する活躍で、26-16で勝利し、15年ぶり7回目のスーパーボウル出場を果たした。この試合でマニングはチャンピオンシップ記録となる32本のパスを成功し、400ヤードを獲得し、2TDをあげた。デマリアス・トーマスが7回のレシーブで134ヤード、1TD、マット・プレイターは4本のFGを成功させた。ジョン・フォックスヘッドコーチにとってはカロライナ・パンサーズ時代の第38回スーパーボウル以来のスーパーボウル出場となった。

### ゲーム開始前の話題
ブロンコスがホームチームとなり、オレンジのジャージ、白のパンツで、シーホークスは白のジャージに青のパンツでプレーすることとなった。
ブロンコスはジャージーシティのハイアットホテルに滞在することとなった。チームはスーパーボウルウィークのプレスカンファレンスをホテルそばの桟橋に停泊したクルーザーの上で行った。シーホークスは同じくジャージーシティのウェスティンホテルに滞在し、いくつかの部屋をトレーニングルームやマッサージルームに改造した。市の大通り、コロンバス通りは、両チームを歓迎してスーパーボウル通りと改名された。
またブロンコスがニューヨーク・ジェッツの、シーホークスがニューヨーク・ジャイアンツのトレーニング施設などを利用した。
スーパーボウルウィークにはニューヨークとニュージャージー州にまたがって多くのイベントが開催された。1月27日にリバティー州立公園でコンサートが開催され地元の百貨店メイシーズが花火で盛り上げた。
初日の取材で6分ほどしかしゃべらなかったシーホークスのリンチに対して、全米のメディアは失望したと批判したが、記者と話すのが苦手でレギュラーシーズン中は一切インタビューに応じなかったことを知っているシアトルのメディアは、「リンチが取材に応じて6分もしゃべった」と受け止めた。
1月27日のメディア・デイでの発言がスーパーボウルで勝ったら現役を引退すると受け止められたドミニク・ロジャース＝クロマティは翌日引退ではなく、ブロンコスと1年契約しか結んでおらず、ブロンコスの一員としてはこれが最後の試合になるかもしれないことについて述べたことだと説明した。
マンハッタンのブロードウェイ劇場街の真ん中にあたる34丁目から47丁目までを閉鎖してNFLブルバードという大型公式イベントが行われた。そこではNFLの現役選手のサインがもらえる会場やQBの疑似体験ができるアトラクション、ヴィンス・ロンバルディ・トロフィーと記念撮影ができるスペースなどが設けられた。
1月28日にはニューアークのプルデンシャル・センターでメディアデイが開催された。
1月28日、製菓会社のマースがマーショーン・リンチと契約、スキットルズにシアトル・ミックスという限定バージョンを発売すること、スーパーボウルでリンチがタッチダウンをあげるごとにリンチが主催する慈善団体に1万ドルを寄付することを発表した。
1月31日、マンハッタンのローズ・シアターでは、ロジャー・グッデルコミッショナーによる記者会見が行われた。また高校の最優秀ヘッドコーチとして、ミネソタ・バイキングスをスーパーボウルに導いたバド・グラントの息子であるマイク・グラントがドン・シュラNFLハイスクール・コーチ・オブ・ザ・イヤーに選ばれた。
スーパーボウル前日の2月1日、マニングは5度目のシーズンMVPに選ばれた。

## 試合経過
| \| 開始 \| 開始 \| 開始 \| ボール保持 \| ドライブ \| ドライブ \| TOP \| 結果 \| 得点内容 \| 得点内容 \| 得点内容 \| 得点 \| 得点 \| \| Q \| 時間 \| 地点 \| ボール保持 \| P \| yd \| TOP \| 結果 \| yd \| 得点者 \| PAT \| シーホークス \| ブロンコス \| \| ------------------------------------------------------------------------------------------------------------------------------- \| ------------------------------------------------------------------------------------------------------------------------------- \| ------------------------------------------------------------------------------------------------------------------------------- \| ------------------------------------------------------------------------------------------------------------------------------- \| ------------------------------------------------------------------------------------------------------------------------------- \| ------------------------------------------------------------------------------------------------------------------------------- \| ------------------------------------------------------------------------------------------------------------------------------- \| ------------------------------------------------------------------------------------------------------------------------------- \| ------------------------------------------------------------------------------------------------------------------------------- \| ------------------------------------------------------------------------------------------------------------------------------- \| ------------------------------------------------------------------------------------------------------------------------------- \| ------------ \| ---------- \| \| 1 \| 15:00 \| 自陣14 \| ブロンコス \| 1 \| 0 \| 0：12 \| セイフティ \| \| Avril \| — \| 2 \| 0 \| \| 1 \| 14:48 \| 自陣36 \| シーホークス \| 9 \| 51 \| 4:27 \| フィールドゴール成功 \| 31 \| Hauschka \| — \| 5 \| 0 \| \| 1 \| 10:21 \| 自陣35 \| ブロンコス \| 4 \| 8 \| 1：50 \| パント \| — \| — \| — \| — \| — \| \| 1 \| 8:31 \| 自陣28 \| シーホークス \| 13 \| 58 \| 6:15 \| フィールドゴール成功 \| 33 \| Hauschka \| — \| 8 \| 0 \| \| 1 \| 2:16 \| 自陣20 \| ブロンコス \| 2 \| 7 \| 1：16 \| インターセプト \| — \| — \| — \| — \| — \| \| 1-2 \| 1:10 \| 敵陣37 \| シーホークス \| 7 \| 37 \| 3:59 \| タッチダウン（ラン） \| 1 \| リンチ \| キック成功 \| 15 \| 0 \| \| 2 \| 12:00 \| 自陣16 \| ブロンコス \| 15 \| 49 \| 8:39 \| インターセプトリターンTD \| 69 \| Smith \| キック成功 \| 22 \| 0 \| \| 2 \| 3:21 \| 自陣33 \| ブロンコス \| 9 \| 24 \| 2：20 \| 第4ダウン失敗 \| — \| — \| — \| — \| — \| \| 2 \| 1:01 \| 自陣19 \| シーホークス \| 3 \| 5 \| 1：01 \| 前半終了 \| — \| — \| — \| — \| — \| \| 前半終了 \| \| \| \| \| \| \| \| \| \| \| \| \| \| 3 \| 15:00 \| — \| シーホークス \| — \| — \| 0:12 \| キックオフリターンTD \| 87 \| Harvin \| キック成功 \| 29 \| 0 \| \| 3 \| 14:48 \| 自陣23 \| ブロンコス \| 10 \| 38 \| 4：10 \| パント \| — \| — \| — \| — \| — \| \| 3 \| 10:38 \| 自陣8 \| シーホークス \| 4 \| 11 \| 3：21 \| パント \| — \| — \| — \| — \| — \| \| 3 \| 7:17 \| 自陣45 \| ブロンコス \| 2 \| -4 \| 1：10 \| ファンブルロスト \| — \| — \| — \| — \| — \| \| 3 \| 6:08 \| 自陣42 \| シーホークス \| 6 \| 58 \| 2:57 \| タッチダウン（パス） \| 23 \| ウィルソン→Kearse \| キック成功 \| 36 \| 0 \| \| 3 \| 2:58 \| 自陣20 \| ブロンコス \| 6 \| 80 \| 2:58 \| タッチダウン（パス） \| 14 \| マニング→D. Thomas \| パス成功 \| 36 \| 8 \| \| 4 \| 15:00 \| 敵陣48 \| シーホークス \| 5 \| 48 \| 3:15 \| タッチダウン（パス） \| 10 \| ウィルソン→Baldwin \| キック成功 \| 43 \| 8 \| \| 4 \| 11:45 \| 自陣13 \| ブロンコス \| 7 \| 40 \| 1：57 \| 第4ダウン失敗 \| — \| — \| — \| — \| — \| \| 4 \| 9:48 \| 自陣47 \| シーホークス \| 7 \| 23 \| 4：29 \| 第4ダウン失敗 \| — \| — \| — \| — \| — \| \| 4 \| 5:19 \| 自陣31 \| ブロンコス \| 3 \| -1 \| 1：35 \| ファンブルロスト \| — \| — \| — \| — \| — \| \| 4 \| 3:44 \| 敵陣29 \| シーホークス \| 4 \| 5 \| 1：45 \| 第4ダウン失敗 \| — \| — \| — \| — \| — \| \| 4 \| 1:59 \| 自陣24 \| ブロンコス \| 4 \| 23 \| 1：59 \| 試合終了 \| — \| — \| — \| — \| — \| \| P=プレー数、TOP=タイム・オブ・ポゼッション、PAT=ポイント・アフター・タッチダウン。 アメリカンフットボールの用語集 (en) も参照。 \| P=プレー数、TOP=タイム・オブ・ポゼッション、PAT=ポイント・アフター・タッチダウン。 アメリカンフットボールの用語集 (en) も参照。 \| P=プレー数、TOP=タイム・オブ・ポゼッション、PAT=ポイント・アフター・タッチダウン。 アメリカンフットボールの用語集 (en) も参照。 \| P=プレー数、TOP=タイム・オブ・ポゼッション、PAT=ポイント・アフター・タッチダウン。 アメリカンフットボールの用語集 (en) も参照。 \| P=プレー数、TOP=タイム・オブ・ポゼッション、PAT=ポイント・アフター・タッチダウン。 アメリカンフットボールの用語集 (en) も参照。 \| P=プレー数、TOP=タイム・オブ・ポゼッション、PAT=ポイント・アフター・タッチダウン。 アメリカンフットボールの用語集 (en) も参照。 \| P=プレー数、TOP=タイム・オブ・ポゼッション、PAT=ポイント・アフター・タッチダウン。 アメリカンフットボールの用語集 (en) も参照。 \| P=プレー数、TOP=タイム・オブ・ポゼッション、PAT=ポイント・アフター・タッチダウン。 アメリカンフットボールの用語集 (en) も参照。 \| P=プレー数、TOP=タイム・オブ・ポゼッション、PAT=ポイント・アフター・タッチダウン。 アメリカンフットボールの用語集 (en) も参照。 \| P=プレー数、TOP=タイム・オブ・ポゼッション、PAT=ポイント・アフター・タッチダウン。 アメリカンフットボールの用語集 (en) も参照。 \| P=プレー数、TOP=タイム・オブ・ポゼッション、PAT=ポイント・アフター・タッチダウン。 アメリカンフットボールの用語集 (en) も参照。 \| 43 \| 8 \| | | | | | | | | | | |              |            |
| 開始 | 開始 | 開始 | ボール保持 | ドライブ | ドライブ | TOP | 結果 | 得点内容 | 得点内容 | 得点内容 | 得点         | 得点       |
| Q | 時間 | 地点 | ボール保持 | P | yd | TOP | 結果 | yd | 得点者 | PAT | シーホークス | ブロンコス |
| 1 | 15:00 | 自陣14 | ブロンコス | 1 | 0 | 0：12 | セイフティ | | Avril | — | 2            | 0          |
| 1 | 14:48 | 自陣36 | シーホークス | 9 | 51 | 4:27 | フィールドゴール成功 | 31 | Hauschka | — | 5            | 0          |
| 1 | 10:21 | 自陣35 | ブロンコス | 4 | 8 | 1：50 | パント | — | — | — | —            | —          |
| 1 | 8:31 | 自陣28 | シーホークス | 13 | 58 | 6:15 | フィールドゴール成功 | 33 | Hauschka | — | 8            | 0          |
| 1 | 2:16 | 自陣20 | ブロンコス | 2 | 7 | 1：16 | インターセプト | — | — | — | —            | —          |
| 1-2 | 1:10 | 敵陣37 | シーホークス | 7 | 37 | 3:59 | タッチダウン（ラン） | 1 | リンチ | キック成功 | 15           | 0          |
| 2 | 12:00 | 自陣16 | ブロンコス | 15 | 49 | 8:39 | インターセプトリターンTD | 69 | Smith | キック成功 | 22           | 0          |
| 2 | 3:21 | 自陣33 | ブロンコス | 9 | 24 | 2：20 | 第4ダウン失敗 | — | — | — | —            | —          |
| 2 | 1:01 | 自陣19 | シーホークス | 3 | 5 | 1：01 | 前半終了 | — | — | — | —            | —          |
| 前半終了 | | | | | | | | | | |              |            |
| 3 | 15:00 | — | シーホークス | — | — | 0:12 | キックオフリターンTD | 87 | Harvin | キック成功 | 29           | 0          |
| 3 | 14:48 | 自陣23 | ブロンコス | 10 | 38 | 4：10 | パント | — | — | — | —            | —          |
| 3 | 10:38 | 自陣8 | シーホークス | 4 | 11 | 3：21 | パント | — | — | — | —            | —          |
| 3 | 7:17 | 自陣45 | ブロンコス | 2 | -4 | 1：10 | ファンブルロスト | — | — | — | —            | —          |
| 3 | 6:08 | 自陣42 | シーホークス | 6 | 58 | 2:57 | タッチダウン（パス） | 23 | ウィルソン→Kearse | キック成功 | 36           | 0          |
| 3 | 2:58 | 自陣20 | ブロンコス | 6 | 80 | 2:58 | タッチダウン（パス） | 14 | マニング→D. Thomas | パス成功 | 36           | 8          |
| 4 | 15:00 | 敵陣48 | シーホークス | 5 | 48 | 3:15 | タッチダウン（パス） | 10 | ウィルソン→Baldwin | キック成功 | 43           | 8          |
| 4 | 11:45 | 自陣13 | ブロンコス | 7 | 40 | 1：57 | 第4ダウン失敗 | — | — | — | —            | —          |
| 4 | 9:48 | 自陣47 | シーホークス | 7 | 23 | 4：29 | 第4ダウン失敗 | — | — | — | —            | —          |
| 4 | 5:19 | 自陣31 | ブロンコス | 3 | -1 | 1：35 | ファンブルロスト | — | — | — | —            | —          |
| 4 | 3:44 | 敵陣29 | シーホークス | 4 | 5 | 1：45 | 第4ダウン失敗 | — | — | — | —            | —          |
| 4 | 1:59 | 自陣24 | ブロンコス | 4 | 23 | 1：59 | 試合終了 | — | — | — | —            | —          |
| P=プレー数、TOP=タイム・オブ・ポゼッション、PAT=ポイント・アフター・タッチダウン。 アメリカンフットボールの用語集 (en) も参照。 | P=プレー数、TOP=タイム・オブ・ポゼッション、PAT=ポイント・アフター・タッチダウン。 アメリカンフットボールの用語集 (en) も参照。 | P=プレー数、TOP=タイム・オブ・ポゼッション、PAT=ポイント・アフター・タッチダウン。 アメリカンフットボールの用語集 (en) も参照。 | P=プレー数、TOP=タイム・オブ・ポゼッション、PAT=ポイント・アフター・タッチダウン。 アメリカンフットボールの用語集 (en) も参照。 | P=プレー数、TOP=タイム・オブ・ポゼッション、PAT=ポイント・アフター・タッチダウン。 アメリカンフットボールの用語集 (en) も参照。 | P=プレー数、TOP=タイム・オブ・ポゼッション、PAT=ポイント・アフター・タッチダウン。 アメリカンフットボールの用語集 (en) も参照。 | P=プレー数、TOP=タイム・オブ・ポゼッション、PAT=ポイント・アフター・タッチダウン。 アメリカンフットボールの用語集 (en) も参照。 | P=プレー数、TOP=タイム・オブ・ポゼッション、PAT=ポイント・アフター・タッチダウン。 アメリカンフットボールの用語集 (en) も参照。 | P=プレー数、TOP=タイム・オブ・ポゼッション、PAT=ポイント・アフター・タッチダウン。 アメリカンフットボールの用語集 (en) も参照。 | P=プレー数、TOP=タイム・オブ・ポゼッション、PAT=ポイント・アフター・タッチダウン。 アメリカンフットボールの用語集 (en) も参照。 | P=プレー数、TOP=タイム・オブ・ポゼッション、PAT=ポイント・アフター・タッチダウン。 アメリカンフットボールの用語集 (en) も参照。 | 43           | 8          |

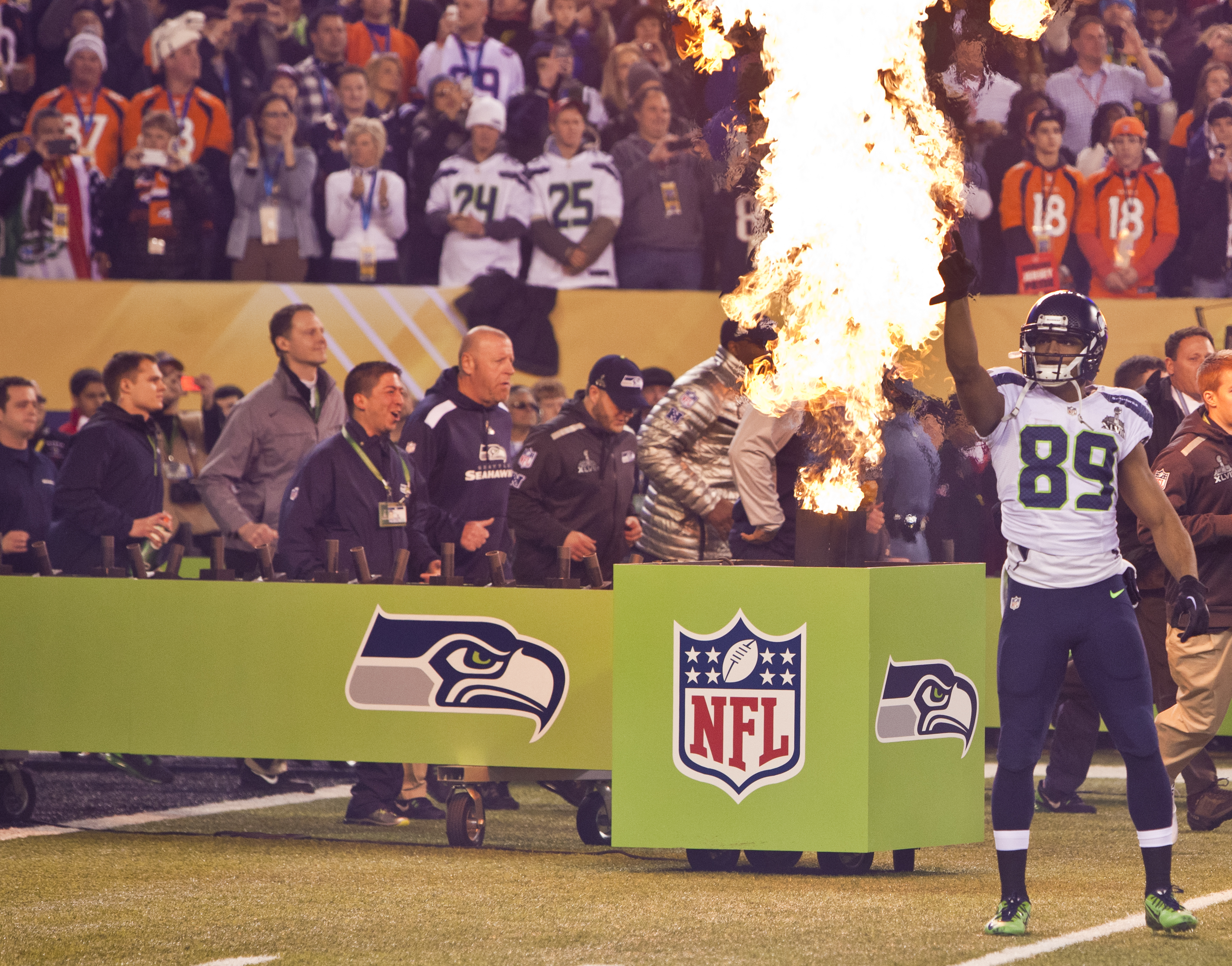
試合前に気合を入れるシーホークスのダグ・ボールドウィン

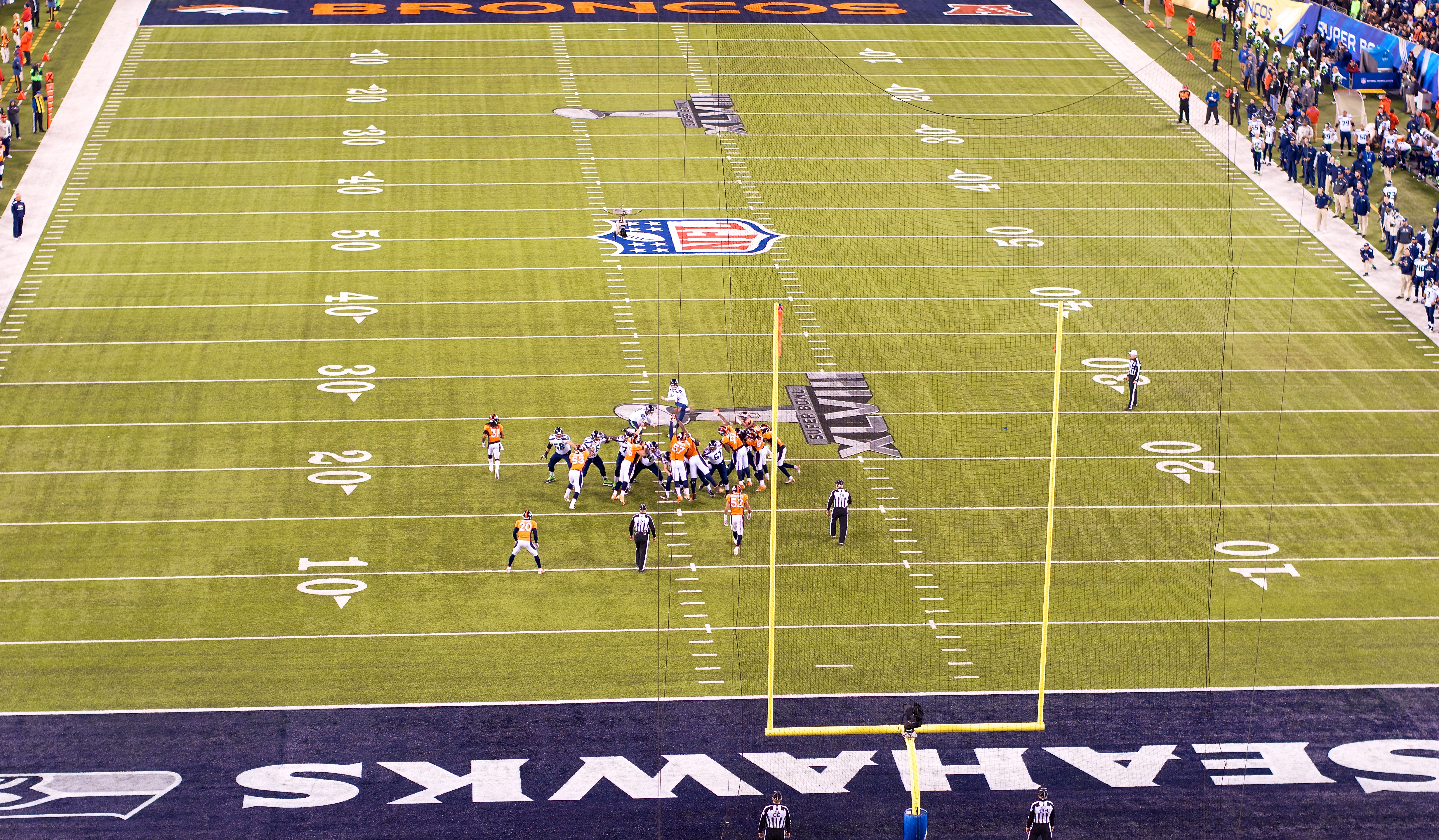
シーホークスによるフィールドゴールの場面

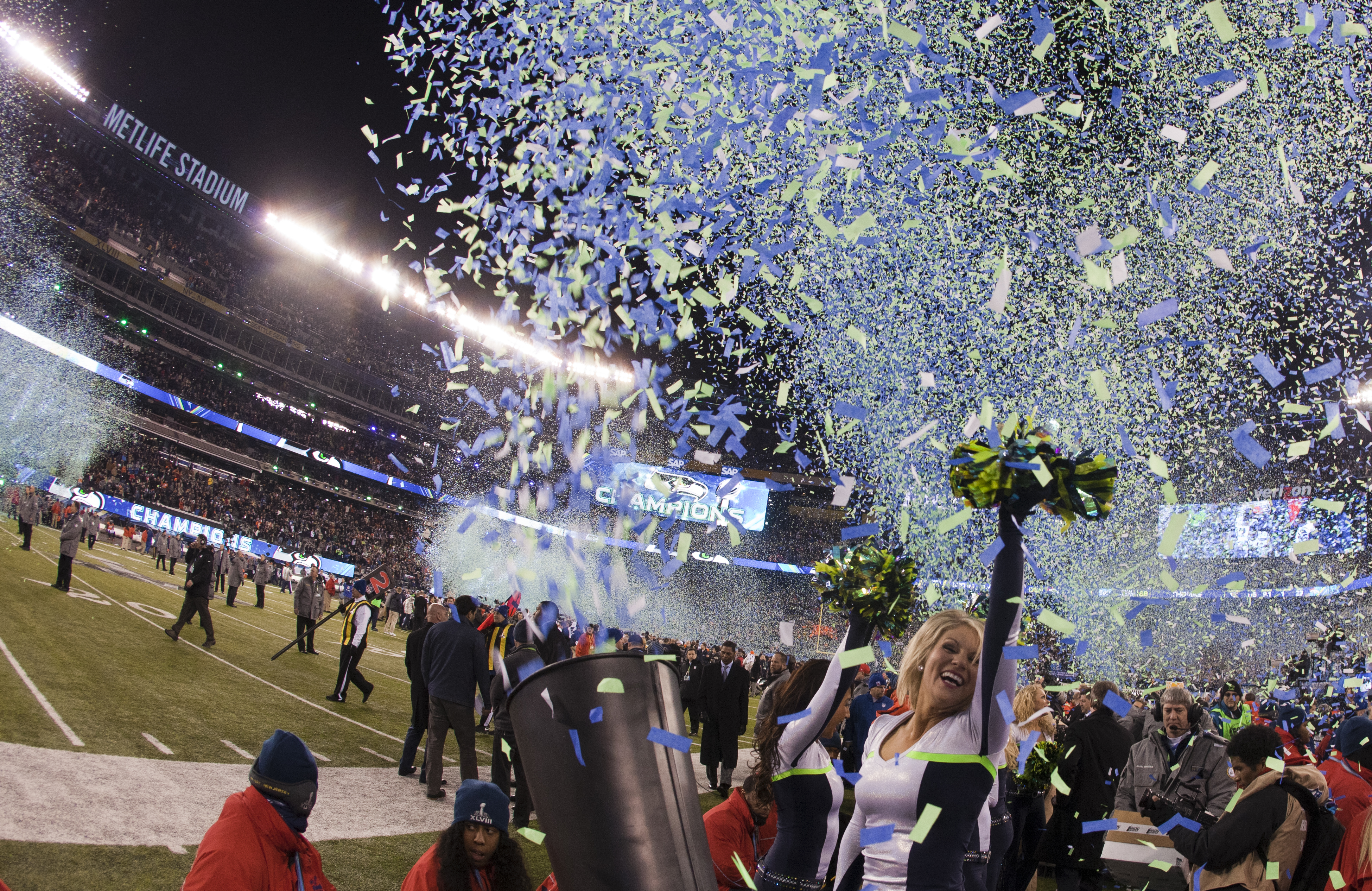
シーホークスの勝利が決まり、チームカラーの紙吹雪がメットライフ・スタジアムに舞う

試合開始時の気温は9℃（華氏48度）であった。キックオフ直後のブロンコス最初の攻撃は、ノイズのため、最初のプレーでショットガンフォーメーションから、オーディブルをコールしようと前にシフトしたマニングとセンターのマニー・ラミレスの呼吸が合わずに、スナップされたボールがマニングを超えてエンドゾーンに達し、ノーション・モレノがリカバーし、シーホークスのTDは防いだもののセイフティを与え、シーホークスが2-0と先制した。第46回スーパーボウルでもニューヨーク・ジャイアンツがセイフティで2-0と先制したが、このときはジャイアンツの攻撃が行われた後、ペイトリオッツの攻撃となっており、試合開始12秒での得点は、第41回スーパーボウルでデビン・ヘスターがキックオフリターンTDを決めたケースを上回るスーパーボウル史上最速得点となった。フリーキックに続き、攻撃権を得たシーホークスは、パーシー・ハービンがエンドアラウンドプレーで30ヤードを走り、スティーブン・ハシュカが31ヤードのFGを成功し、5-0とリードを広げた。続くブロンコスの攻撃は3回のダウンでファーストダウンを獲得できずにパントに終わった。続くシーホークスの攻撃は、ラッセル・ウィルソンからダグ・ボールドウィンへの37ヤードのパスなどで前進し、ハシュカが33ヤードのFGを成功させ、8-0となった。さらにシーホークスは第1Q残り59秒にマニングのパスをカム・チャンセラーがインターセプトし、敵陣37ヤード地点からの攻撃権を得た。最初のプレーでハービンが15ヤードを走り、さらにレッドゾーン（敵陣20ヤード以内）にボールを進めたシーホークスは、第3ダウンにシーホークスのパスを不成功に抑えたかに見えたが、トニー・カーターがエンドゾーン内でパスインターフェアランスの反則を犯し、シーホークスは敵陣1ヤード地点でファーストダウンを獲得した。マーショーン・リンチが1ヤードを走りTD、第2Q3分に15-0と差が広がった。
第2Q残り10分32秒にブロンコスはようやくこの試合最初のファーストダウンを獲得、敵陣35ヤード地点までボールを進めた。しかし第3ダウン残り13ヤードで、ノーション・モレノへのパスを投げようとしたマニングがクリフ・エイブリルのヒットを受け、短く浮き上がったパスをマルコム・スミスがインターセプト、69ヤードのリターンTDをあげて22-0となった。ブロンコスは続く攻撃で、デマリアス・トーマスへの19ヤードのパスなどで敵陣19ヤードまで前進、第4ダウン残り2ヤードでFGを蹴らずにギャンブルでファーストダウンを狙ったが、マニングのパスが失敗し、22点差で前半を終了した。ブロンコスが22点差をつけられたのは、このシーズン初のことであった。
後半最初のキックオフで、シーホークスのビッグリターンを防ごうとマット・プレイターが短く蹴ったキックオフは、パーシー・ハービンが87ヤードのキックオフリターンTDをあげて、後半開始12秒で29-0とリードを広げた。後半最初のキックオフがリターンTDとなったのは、第47回スーパーボウルでジャコビー・ジョーンズが記録して以来2年連続2度目の出来事であった。お互いにパントを蹴った後、エリック・デッカーの9ヤードのパントリターンでブロンコスは自陣45ヤード地点からという絶好のフィールドポジションを得た。2プレー後、マニングはトーマスへ23ヤードのパスを通したが、バイロン・マックスウェルがボールを掻き出し、マルコム・スミスがこれをリカバーし7ヤードをリターンした。さらにブロンコスはこのプレーで、アンネセサリーラフネスの反則も取られ、15ヤードの罰退となり、シーホークスは敵陣42ヤード地点からの攻撃権を得た。ラッセル・ウィルソンは、TEルーク・ウィルソンへの12ヤードのパス、リカルド・ロケットへの19ヤードのパスを成功、その後ショートパスをキャッチしたジャーメイン・カースが4人のタックラーをかわし、23ヤードのTDレシーブをあげて、36-0となった。
ブロンコスは次の攻撃でマニングがウェス・ウェルカーへの22ヤードのパスなど、6本連続パスを成功させるなど80ヤードを前進、第3Q終了と同時にデマリアス・トーマスへの14ヤードのTDパスでようやく得点をあげ、2ポイントコンバージョンも成功させて36-8と28点差に縮めた。
ブロンコスはオンサイドキックを蹴ったが、ザック・ミラーが自陣48ヤード地点でリカバー、シーホークスは、ミラーへの10ヤード、カースへの24ヤードのパスで前進し、最後はダグ・ボールドウィンへの10ヤードのTDパスで43-8と突き放した。試合時間は11分間以上残っていたがその後両チームとも得点はすることなく、ブロンコスの残り3回の攻撃は、ギャンブル失敗によるターンオーバー、クリス・クレモンスのQBサックからのファンブルリカバー、試合時間終了で終わった。
ウィルソンはパス25回中18回成功、206ヤード、2TD、ボールドウィンが5回のレシーブで66ヤード、1TD、カースが4回のレシーブで65ヤード、1TDをあげた。またハービンが87ヤードのキックオフリターンTDをあげたほか、2回のランでシーホークストップの45ヤードを走った。ディフェンスではマルコム・スミスが1インターセプトリターンTDの他に1ファンブルリカバー、9タックルをあげた。チャンセラーが9タックル、1インターセプトをあげた。
マニングはスーパーボウル記録となる34回のパスを成功したものの、パス49回中34回成功、280ヤード、1TD、2INTに終わった。トーマスがスーパーボウル記録となる13回のレシーブで118ヤード、1TD、ウェルカーが8回のレシーブで84ヤードを獲得した。モレノがブロンコスのリーディングラッシャーであったが、わずか17ヤードに終わった。ブロンコスのオフェンスはレギュラーシーズンの平均獲得ヤードより160ヤード近く少ないわずか306ヤード獲得にとどまり、ラン獲得ヤードは27ヤードに終わった。ディフェンスではトレバサンが12タックルをあげた。
スーパーボウルMVPには、第2Qに69ヤードのインターセプトリターンTD、第3Qにファンブルリカバーをあげたマルコム・スミスが選ばれた。ディフェンスの選手がMVPに選ばれたのは、第37回スーパーボウルのデクスター・ジャクソン以来11年ぶりのことであり、史上9人目、ラインバッカーの選手が選出されたのは、第5回スーパーボウルのチャック・ハウリー、第35回スーパーボウルのレイ・ルイスに続いて史上3人目であった。スミスはまた、I'm going to Disney World!のCMに登場する初の守備選手となった。シーホークスがあげた43得点はスーパーボウル史上歴代6位の記録となった。
敗れたブロンコスはスーパーボウルで2勝5敗、オレンジ色のジャージでのスーパーボウル初勝利はならなかった。5度のシーズンMVPに選ばれたマニングのスーパーボウルでの成績は1勝2敗、プレーオフでの成績は11勝12敗となった。結局マニングはレギュラーシーズンでパス獲得ヤード、TDパス両方でNFLトップの成績をあげながらスーパーボウルで敗れるというマリーノ、ワーナー、ブレイディと同じ轍を踏むこととなった。

### スターティングラインアップ
| シアトル・シーホークス                   | ポジション | ポジション | デンバー・ブロンコス                      |
| オフェンス                               | オフェンス | オフェンス | オフェンス                                |
| ---------------------------------------- | ---------- | ---------- | ----------------------------------------- |
| ダグ・ボールドウィン Doug Baldwin        | WR         | WR         | デマリアス・トーマス Demaryius Thomas     |
| ラッセル・オクング Russell Okung         | LT         | LT         | クリス・クラーク Chris Clark              |
| ジェームズ・カーペンター James Carpenter | LG         | LG         | ゼイン・ビードルズ Zane Beadles           |
| マックス・アンガー Max Unger             | C          | C          | マニー・ラミレス Manny Ramirez            |
| J・R・スウィージー J. R. Sweezy          | RG         | RG         | ルイス・バスケス Louis Vasquez            |
| ブレノ・ジャコミニ Breno Giacomini       | RT         | RT         | オーランド・フランクリン Orlando Franklin |
| アルビン・ベイリー Alvin Bailey          | T          | TE         | ジュリアス・トーマス Julius Thomas        |
| ザック・ミラー Zach Miller               | TE         | WR         | エリック・デッカー Eric Decker            |
| ゴールデン・テイト Golden Tate           | WR         | WR         | ウェス・ウェルカー Wes Welker             |
| ラッセル・ウィルソン Russell Wilson      | QB         | QB         | ペイトン・マニング Peyton Manning         |
| マーショーン・リンチ Marshawn Lynch      | RB         | RB         | ノーション・モレノ Knowshon Moreno        |
| スペシャルチーム                         |            |            |                                           |
| スティーブン・ハシュカ Steven Hauschka   | K          | K          | マット・プレイター Matt Prater            |
| ジョン・ライアン Jon Ryan                | P          | P          | ブリットン・コルキット Britton Colquitt   |

| シアトル・シーホークス                    | ポジション   | ポジション   | デンバー・ブロンコス                                         |
| ディフェンス                              | ディフェンス | ディフェンス | ディフェンス                                                 |
| ----------------------------------------- | ------------ | ------------ | ------------------------------------------------------------ |
| クリフ・エイブリル Cliff Avril            | LDE          | LDE          | マリック・ジャクソン Malik Jackson                           |
| マイケル・ベネット Michael Bennett        | LDT          | DT           | シルベスター・ウィリアムズ Sylvester Williams                |
| クリントン・マクドナルド Clinton McDonald | RDT          | NT           | テレンス・ナイトン Terrence Knighton                         |
| クリス・クレモンス Chris Clemons          | RDE          | RDE          | ショーン・フィリップス Shaun Phillips                        |
| K・J・ライト K. J. Wright                 | OLB          | SLB          | ネイト・アービング Nate Irving                               |
| ボビー・ワグナー Bobby Wagner             | MLB          | MLB          | パリス・レノン Paris Lenon                                   |
| ウォルター・サーモンド Walter Thurmond    | CB           | WLB          | ダニー・トレバサン Danny Trevathan                           |
| リチャード・シャーマン Richard Sherman    | LCB          | LCB          | チャンプ・ベイリー Champ Bailey                              |
| バイロン・マックスウェル Byron Maxwell    | RCB          | RCB          | ドミニク・ロジャース＝クロマティ Dominique Rodgers-Cromartie |
| カム・チャンセラー Kam Chancellor         | SS           | SS           | デューク・イヘナチョ Duke Ihenacho                           |
| アール・トーマス Earl Thomas              | FS           | FS           | マイク・アダムズ Mike Adams                                  |
| ヘッドコーチ                              |              |              |                                                              |
| ピート・キャロル Pete Carroll             | HC           | HC           | ジョン・フォックス John Fox                                  |

## セレモニー
国歌斉唱は、グラミー賞に4回輝いているオペラ歌手のルネ・フレミングが務めた。2014年1月30日の記者会見で、フレミングは司会者からオペラの世界のペイトン・マニングと紹介された。

国歌の最終拍のタイミングで50ヤードラインのスタジアム上空を飛行機が通過するフライオーバーは陸軍の第101空挺師団第101戦闘航空旅団第101航空連隊 第1大隊所属のAH-64D、第101航空連隊 第5大隊所属のUH-60M及び第101航空連隊 第6大隊所属のCH-47Gが行った。
ハーフタイムショーにはポップ歌手のブルーノ・マーズが登場した。5曲目でレッド・ホット・チリ・ペッパーズが登場し、"Give It Away"を披露したが、ベースがアンプと繋がっていないようだとネットで指摘された。これについて、ステージの設置に数分間しかないことから、ボーカルのアンソニー・キーディス以外はテープ演奏になることをNFLから通告されていたと明かした。
FOXスポーツが放送するスーパーボウルでは、ヴィンス・ロンバルディ・トロフィーのプレゼンターをテリー・ブラッドショーが務めていたが、彼の父親が亡くなったことから、元ジャイアンツのマイケル・ストレイハン（第42回スーパーボウル優勝）が代役を務めた。

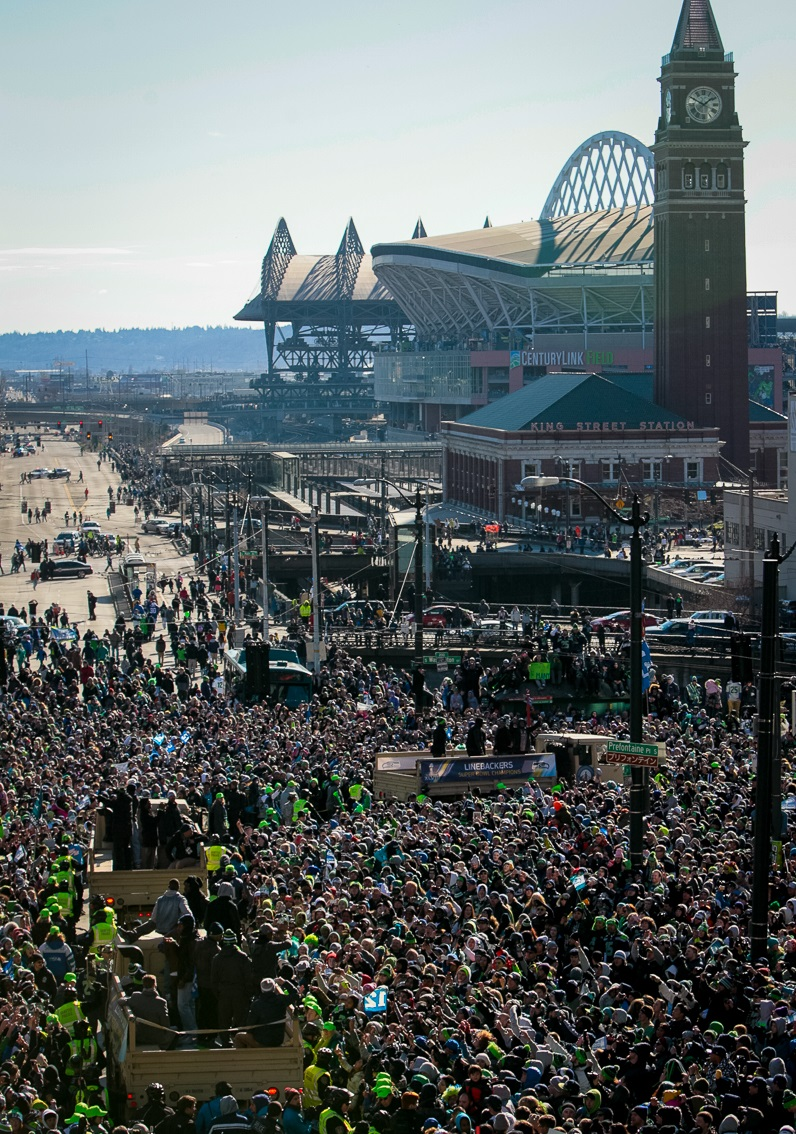
センチュリーリンク・フィールド前を通る優勝パレード

試合の3日後、2月5日にシアトルで優勝パレードが行われ、シアトルの人口よりも4万人多い、約70万人のファンが集まった。

## 放送
全米のテレビ放送はFOXが担当した。実況はジョー・バック、解説はトロイ・エイクマン、サイドラインレポーターはパム・オリバーとエリン・アンドリュースが務めた。30秒の広告枠は第47回でCBSが販売したときと同額の400万ドルで売られ、5月13日に始まったCM枠は12月4日に売り切れとなったことが発表された。全米でのテレビ視聴者数は2年前の第46回を上回る1億1150万人となり、アメリカテレビ史上最多視聴者数記録を更新した。ハーフタイムショーの視聴者数も1億1530万人となり、ビヨンセが出演した第47回の1億1080万人、マドンナが出演した第46回の1億1400万人を上回った。
全米でのラジオ中継は、ウェストウッドワンが担当した。実況はケビン・ハーラン、解説はブーマー・アサイアソン、サイドラインレポートはジェームズ・ロフトン、マーク・マローンが担当した。また出場チームの地元ローカルラジオ局では、ワシントン州シアトルではウォーレン・ムーンが、コロラド州デンバーではエド・マカフリーが解説を務めた。
日本ではNHK-BS（解説:輿亮、実況:船岡久嗣）、日テレG+（解説:松本直人、ゲスト:オードリー、実況:中野謙吾、リポート:鈴木健）が生中継をGAORA（解説：村田斉潔、板井征人、実況:近藤祐司）が2月4日午後7時30分より録画放送を行った。

### テレビCM
自動車会社10社が14種類のCMを放送した。トヨタ自動車のトヨタ・ハイランダーのCMでは、テリー・クルーズがマペッツと共演した。起亜自動車のK900のCMではローレンス・フィッシュバーンがマトリックスのモーフィアスの扮装で出演した。現代自動車のヒュンダイ・エラントラのCMではジョニー・ガレッキ、リチャード・ルイスが出演、アウディのA3 セダンのCMにはドーベルマンとチワワを掛け合わせたドーベルワワが登場し、サラ・マクラクランも出演、ジャガーのジャガーランドローバーのCMにはベン・キングズレー、トム・ヒドルストン、マーク・ストロングが出演するとともに事前にニューヨーク市の地下鉄10数本にジャガーのテレビ広告を見るよう広告で埋め尽くされた。日産自動車の日産・フロンティアのCMにはアメリカ連邦取引委員会から待ったがかけられ、誤解を与えるようなデモンストレーションを広告から外すこととなった。
現代自動車は、1月上旬にモデルチェンジを果たしたばかりのヒュンダイ・ジェネシス・セダンのCMも放映、このCMにはハーフタイムショーに出演するブルーノ・マーズの『カウント・オン・ミー』が使用された。同CMには三菱・ランサーエボリューションも登場する。フォルクスワーゲンはスーパーボウル放送中の広告の視聴率を上げるためにデジタルメディア上に約100万ドルをかけた広告を出した。
スウェーデンのアパレルメーカー、H&MのCMにはデビッド・ベッカムが出演した。
U2がバンク・オブ・アメリカのCMに出演、スーパーボウル開催と同時に新曲『Invisible』を発表した。
フランスの大手食品メーカー、ヨーグルトのダノンのCMには、『フルハウス』で共演したボブ・サゲット、ジョン・ステイモス、デイブ・クーリエが共演した。またギリシャヨーグルト「オイコス」のカップに似た形の移動式屋台をニューヨーク中を事前に駆け巡らせた。
アンハイザー・ブッシュ・インベブのバドライトのCMには、アーノルド・シュワルツェネッガーが登場した。バドワイザーは子犬と馬の友情を描いたCMを放送した。
マイクロソフトのCMには、元ニューオーリンズ・セインツのSスティーブ・グリーソンが登場した。このCMのナレーションは、筋萎縮性側索硬化症の彼がアイトラッキングシステムを利用して打ち込んだテキストによるものである。
イスラエルの家庭用炭酸水メーカー、ソーダストリームのCMにはスカーレット・ヨハンソンが登場した。このCMではペプシやコカ・コーラをけなすシーンがあったため、FOXテレビから難色が示され問題となったシーンを削って放送することとなった。
『USAトゥデイ』が行ったスーパーボウル広告人気度調査の結果、子犬と馬の愛を描いた、バドワイザーの「子犬の愛」というタイトルの広告が1位となった。

## セキュリティ
2001年のアメリカ同時多発テロ事件以降、NFLの各試合の警備レベルは上げられてきたが、2013年4月に起きたボストンマラソン爆弾テロ事件の発生もあり、NFLはさらなる警備強化を行う方針を示した。アメリカ合衆国国土安全保障省は、ここ10年間で最も警戒を必要とするイベントのひとつにこの大会を指定した。
第1級のセキュリティを必要とするイベントとされている本大会では、ニュージャージー州警察とNFLがメドーランズスポーツ複合施設の周囲4kmにフェンスを設置した。この地域は陸と空からパトロールがなされ、当日は3000人の警備員と700人の警察官が任務に就く。さらにSWATや狙撃手もスタジアムの周囲に配備された。スタジアムから数マイル離れたオペレーションセンターには、中央情報局（CIA）など35の異なる機関から派遣された数百人のスタッフが詰めた。
高速道路の交差点にスポーツ施設はあるが、セキュリティプランナーは、交通量を制限することを発表しており、駐車スペースは大幅に削減され、通常はスタジアムの駐車場で行われるテイルゲートパーティーも禁止された。
1月29日に行われた記者会見ではスタジアムに持ち込めるカバン類はレギュラーシーズンと同様に中身が一目でわかるプラスティックのビニール製のものが必須であること、セキュリティチェックのためゲートから入場まで約20分かかることなどが発表された。
1月31日にニュージャージー州のホテルなどに白い粉が届けられた。連邦捜査局（FBI）などが調査した結果、毒物は発見されず、料理用の粉を入れたいたずらと判断された。

## 評価
2016年2月の第50回スーパーボウル開催を目前に控えた時期、複数のメディアが過去49回のスーパーボウルすべてを名勝負順に並べたランキングを発表した。そのうち『USAトゥデイ』のネイト・デービスと『ヒューストン・クロニクル』のグレッグ・レイジャン、『サンディエゴ・ユニオン＝トリビューン』のエディ・ブラウンの3者が、この第48回をスーパーボウル史上最低の凡戦に選んだ。さらに『スポーツ・イラストレイテッド』のドン・バンクス、『ニューヨーク・ポスト』のスティーブ・サービーと『ニューヨーク・デイリーニューズ』のゲイリー・マイヤーズ、『ニューズデイ』のニール・ベストの4者は、いずれも下から2番目に位置づけた。他のメディアではESPNのジョン・クレイトンが第45位、『ワシントン・ポスト』のジェレミー・ゴットリーブが第31位としている。ゴットリーブ以外はいずれも下から10番目以内と評価が低い。

## トーナメント表
|  |                                                     |                                                     |                                                     |                        |                        |                                            |                                            |                                            |                                        |                                        |                                        |                                          |                                          |                                          |  |  |  |  |
|  | 2014年1月5日 ランボー・フィールド                   | 2014年1月5日 ランボー・フィールド                   | 2014年1月5日 ランボー・フィールド                   |                        |                        | 1月12日 バンク・オブ・アメリカ・スタジアム | 1月12日 バンク・オブ・アメリカ・スタジアム | 1月12日 バンク・オブ・アメリカ・スタジアム |                                        |                                        |                                        |                                          |                                          |                                          |  |  |  |  |
|  | 2014年1月5日 ランボー・フィールド                   | 2014年1月5日 ランボー・フィールド                   | 2014年1月5日 ランボー・フィールド                   |                        |                        | 1月12日 バンク・オブ・アメリカ・スタジアム | 1月12日 バンク・オブ・アメリカ・スタジアム | 1月12日 バンク・オブ・アメリカ・スタジアム |                                        |                                        |                                        |                                          |                                          |                                          |  |  |  |  |
|  | 2014年1月5日 ランボー・フィールド                   | 2014年1月5日 ランボー・フィールド                   | 2014年1月5日 ランボー・フィールド                   |                        |                        | 1月12日 バンク・オブ・アメリカ・スタジアム | 1月12日 バンク・オブ・アメリカ・スタジアム | 1月12日 バンク・オブ・アメリカ・スタジアム |                                        |                                        |                                        |                                          |                                          |                                          |  |  |  |  |
|  | 2014年1月5日 ランボー・フィールド                   | 2014年1月5日 ランボー・フィールド                   | 2014年1月5日 ランボー・フィールド                   |                        |                        | 1月12日 バンク・オブ・アメリカ・スタジアム | 1月12日 バンク・オブ・アメリカ・スタジアム | 1月12日 バンク・オブ・アメリカ・スタジアム |                                        |                                        |                                        |                                          |                                          |                                          |  |  |  |  |
|  | 5                                                   | 49ers                                               | 23                                                  |                        |                        | 1月12日 バンク・オブ・アメリカ・スタジアム | 1月12日 バンク・オブ・アメリカ・スタジアム | 1月12日 バンク・オブ・アメリカ・スタジアム |                                        |                                        |                                        |                                          |                                          |                                          |  |  |  |  |
|  | 5                                                   | 49ers                                               | 23                                                  | 5                      | 49ers                  | 23                                         |                                            |                                            |                                        |                                        |                                        |                                          |                                          |                                          |  |  |  |  |
|  | 4                                                   | パッカーズ                                          | 20                                                  | 5                      | 49ers                  | 23                                         |                                            |                                            | 1月19日 センチュリーリンク・フィールド | 1月19日 センチュリーリンク・フィールド | 1月19日 センチュリーリンク・フィールド |                                          |                                          |                                          |  |  |  |  |
|  | 4                                                   | パッカーズ                                          | 20                                                  | 2                      | パンサーズ             | 10                                         |                                            |                                            | 1月19日 センチュリーリンク・フィールド | 1月19日 センチュリーリンク・フィールド | 1月19日 センチュリーリンク・フィールド |                                          |                                          |                                          |  |  |  |  |
|  |                                                     |                                                     |                                                     | 2                      | パンサーズ             | 10                                         |                                            |                                            | 1月19日 センチュリーリンク・フィールド | 1月19日 センチュリーリンク・フィールド | 1月19日 センチュリーリンク・フィールド |                                          |                                          |                                          |  |  |  |  |
|  | NFC                                                 |                                                     |                                                     |                        |                        |                                            |                                            |                                            | 1月19日 センチュリーリンク・フィールド | 1月19日 センチュリーリンク・フィールド | 1月19日 センチュリーリンク・フィールド |                                          |                                          |                                          |  |  |  |  |
|  | 2014年1月4日 リンカーン・フィナンシャル・フィールド | 2014年1月4日 リンカーン・フィナンシャル・フィールド | 2014年1月4日 リンカーン・フィナンシャル・フィールド | 5                      | 49ers                  | 17                                         |                                            |                                            |                                        |                                        |                                        |                                          |                                          |                                          |  |  |  |  |
|  | 2014年1月4日 リンカーン・フィナンシャル・フィールド | 2014年1月4日 リンカーン・フィナンシャル・フィールド | 2014年1月4日 リンカーン・フィナンシャル・フィールド | 5                      | 49ers                  | 17                                         | 1月11日 センチュリーリンク・フィールド     |                                            |                                        |                                        |                                        |                                          |                                          |                                          |  |  |  |  |
|  | 2014年1月4日 リンカーン・フィナンシャル・フィールド | 2014年1月4日 リンカーン・フィナンシャル・フィールド | 2014年1月4日 リンカーン・フィナンシャル・フィールド |                        | 1                      | シーホークス                               | 23                                         |                                            |                                        |                                        |                                        |                                          |                                          |                                          |  |  |  |  |
|  | 2014年1月4日 リンカーン・フィナンシャル・フィールド | 2014年1月4日 リンカーン・フィナンシャル・フィールド | 2014年1月4日 リンカーン・フィナンシャル・フィールド |                        | 1                      | シーホークス                               | 23                                         |                                            |                                        |                                        |                                        |                                          |                                          |                                          |  |  |  |  |
|  | 6                                                   | セインツ                                            | 26                                                  | NFC チャンピオンシップ | NFC チャンピオンシップ | NFC チャンピオンシップ                     |                                            |                                            |                                        |                                        |                                        |                                          |                                          |                                          |  |  |  |  |
|  | 6                                                   | セインツ                                            | 26                                                  | NFC チャンピオンシップ | NFC チャンピオンシップ | NFC チャンピオンシップ                     | 6                                          | セインツ                                   | 15                                     |                                        |                                        |                                          |                                          |                                          |  |  |  |  |
|  | 3                                                   | イーグルス                                          | 24                                                  | NFC チャンピオンシップ | NFC チャンピオンシップ | NFC チャンピオンシップ                     | 6                                          | セインツ                                   | 15                                     |                                        |                                        | 2月2日 メットライフ・スタジアム          | 2月2日 メットライフ・スタジアム          | 2月2日 メットライフ・スタジアム          |  |  |  |  |
|  | 3                                                   | イーグルス                                          | 24                                                  | NFC チャンピオンシップ | NFC チャンピオンシップ | NFC チャンピオンシップ                     | 1                                          | シーホークス                               | 23                                     |                                        |                                        | 2月2日 メットライフ・スタジアム          | 2月2日 メットライフ・スタジアム          | 2月2日 メットライフ・スタジアム          |  |  |  |  |
|  | ワイルドカード・プレーオフ                          |                                                     |                                                     |                        |                        |                                            | 1                                          | シーホークス                               | 23                                     |                                        |                                        | 2月2日 メットライフ・スタジアム          | 2月2日 メットライフ・スタジアム          | 2月2日 メットライフ・スタジアム          |  |  |  |  |
|  | ディビジョナル・プレーオフ                          |                                                     |                                                     |                        |                        |                                            |                                            |                                            |                                        |                                        |                                        | 2月2日 メットライフ・スタジアム          | 2月2日 メットライフ・スタジアム          | 2月2日 メットライフ・スタジアム          |  |  |  |  |
|  | 2014年1月4日 ルーカス・オイル・スタジアム           | 2014年1月4日 ルーカス・オイル・スタジアム           | 2014年1月4日 ルーカス・オイル・スタジアム           | N1                     | シーホークス           | 43                                         |                                            |                                            |                                        |                                        |                                        |                                          |                                          |                                          |  |  |  |  |
|  | 2014年1月4日 ルーカス・オイル・スタジアム           | 2014年1月4日 ルーカス・オイル・スタジアム           | 2014年1月4日 ルーカス・オイル・スタジアム           | N1                     | シーホークス           | 43                                         | 1月11日 ジレット・スタジアム               |                                            |                                        |                                        |                                        |                                          |                                          |                                          |  |  |  |  |
|  | 2014年1月4日 ルーカス・オイル・スタジアム           | 2014年1月4日 ルーカス・オイル・スタジアム           | 2014年1月4日 ルーカス・オイル・スタジアム           |                        | A1                     | ブロンコス                                 | 8                                          |                                            |                                        |                                        |                                        |                                          |                                          |                                          |  |  |  |  |
|  | 2014年1月4日 ルーカス・オイル・スタジアム           | 2014年1月4日 ルーカス・オイル・スタジアム           | 2014年1月4日 ルーカス・オイル・スタジアム           |                        | A1                     | ブロンコス                                 | 8                                          |                                            |                                        |                                        |                                        |                                          |                                          |                                          |  |  |  |  |
|  | 5                                                   | チーフス                                            | 44                                                  | 第48回スーパーボウル   | 第48回スーパーボウル   | 第48回スーパーボウル                       |                                            |                                            |                                        |                                        |                                        |                                          |                                          |                                          |  |  |  |  |
|  | 5                                                   | チーフス                                            | 44                                                  | 第48回スーパーボウル   | 第48回スーパーボウル   | 第48回スーパーボウル                       | 4                                          | コルツ                                     | 22                                     |                                        |                                        |                                          |                                          |                                          |  |  |  |  |
|  | 4                                                   | コルツ                                              | 45                                                  | 第48回スーパーボウル   | 第48回スーパーボウル   | 第48回スーパーボウル                       | 4                                          | コルツ                                     | 22                                     |                                        |                                        | 1月19日 スポーツオーソリティ・フィールド | 1月19日 スポーツオーソリティ・フィールド | 1月19日 スポーツオーソリティ・フィールド |  |  |  |  |
|  | 4                                                   | コルツ                                              | 45                                                  | 第48回スーパーボウル   | 第48回スーパーボウル   | 第48回スーパーボウル                       | 2                                          | ペイトリオッツ                             | 43                                     |                                        |                                        | 1月19日 スポーツオーソリティ・フィールド | 1月19日 スポーツオーソリティ・フィールド | 1月19日 スポーツオーソリティ・フィールド |  |  |  |  |
|  |                                                     |                                                     |                                                     |                        |                        |                                            | 2                                          | ペイトリオッツ                             | 43                                     |                                        |                                        | 1月19日 スポーツオーソリティ・フィールド | 1月19日 スポーツオーソリティ・フィールド | 1月19日 スポーツオーソリティ・フィールド |  |  |  |  |
|  | AFC                                                 |                                                     |                                                     |                        |                        |                                            |                                            |                                            |                                        |                                        |                                        | 1月19日 スポーツオーソリティ・フィールド | 1月19日 スポーツオーソリティ・フィールド | 1月19日 スポーツオーソリティ・フィールド |  |  |  |  |
|  | 2014年1月5日 ペイコー・スタジアム                   | 2014年1月5日 ペイコー・スタジアム                   | 2014年1月5日 ペイコー・スタジアム                   | 2                      | ペイトリオッツ         | 16                                         |                                            |                                            |                                        |                                        |                                        |                                          |                                          |                                          |  |  |  |  |
|  | 2014年1月5日 ペイコー・スタジアム                   | 2014年1月5日 ペイコー・スタジアム                   | 2014年1月5日 ペイコー・スタジアム                   | 2                      | ペイトリオッツ         | 16                                         | 1月12日 スポーツオーソリティ・フィールド   |                                            |                                        |                                        |                                        |                                          |                                          |                                          |  |  |  |  |
|  | 2014年1月5日 ペイコー・スタジアム                   | 2014年1月5日 ペイコー・スタジアム                   | 2014年1月5日 ペイコー・スタジアム                   |                        | 1                      | ブロンコス                                 | 26                                         |                                            |                                        |                                        |                                        |                                          |                                          |                                          |  |  |  |  |
|  | 2014年1月5日 ペイコー・スタジアム                   | 2014年1月5日 ペイコー・スタジアム                   | 2014年1月5日 ペイコー・スタジアム                   |                        | 1                      | ブロンコス                                 | 26                                         |                                            |                                        |                                        |                                        |                                          |                                          |                                          |  |  |  |  |
|  | 6                                                   | チャージャーズ                                      | 27                                                  | AFC チャンピオンシップ | AFC チャンピオンシップ | AFC チャンピオンシップ                     |                                            |                                            |                                        |                                        |                                        |                                          |                                          |                                          |  |  |  |  |
|  | 6                                                   | チャージャーズ                                      | 27                                                  | AFC チャンピオンシップ | AFC チャンピオンシップ | AFC チャンピオンシップ                     | 6                                          | チャージャーズ                             | 17                                     |                                        |                                        |                                          |                                          |                                          |  |  |  |  |
|  | 3                                                   | ベンガルズ                                          | 10                                                  | AFC チャンピオンシップ | AFC チャンピオンシップ | AFC チャンピオンシップ                     | 6                                          | チャージャーズ                             | 17                                     |                                        |                                        |                                          |                                          |                                          |  |  |  |  |
|  | 3                                                   | ベンガルズ                                          | 10                                                  | AFC チャンピオンシップ | AFC チャンピオンシップ | AFC チャンピオンシップ                     | 1                                          | ブロンコス                                 | 24                                     |                                        |                                        |                                          |                                          |                                          |  |  |  |  |
|  |                                                     |                                                     |                                                     |                        |                        |                                            | 1                                          | ブロンコス                                 | 24                                     |                                        |                                        |                                          |                                          |                                          |  |  |  |  |